# Arco de meridiano
En geodesia, la medición de un  arco de meridiano  es una determinación muy precisa de la distancia entre dos puntos con la misma longitud. Hay que hacer dos o más determinaciones de este tipo en diferentes lugares para, a continuación poder especificar la forma del elipsoide de referencia que mejor se aproxima a la forma del geoide. Este proceso se denomina determinación de la forma de la Tierra. Las primeras determinaciones del tamaño de una tierra esférica requerían un solo arco. Las determinaciones más recientes utilizan mediciones astrogeodésicas y métodos de geodesia por satélite para determinar el elipsoide de referencia.

## Aproximaciones
La distancia polar se puede aproximar por la fórmula de Thomas Muir:
{\displaystyle m_{p}=\int _{0}^{\pi /2}\!M(\varphi )\,d\varphi \;\approx {\frac {\pi }{2}}\left[{\frac {a^{3/2}+b^{3/2}}{2}}\right]^{2/3}\,\!.}
Friedrich Robert Helmert utilizó la siguiente fórmula en 1880, poniendo {\displaystyle n={\frac {1-{\sqrt {1-e^{2}}}}{1+{\sqrt {1-e^{2}}}}}\simeq {\frac {e^{2}}{4}}} :
{\displaystyle {\begin{aligned}B\approx &\;{\frac {a}{1+n}}\left\{\left(1+{\frac {n^{2}}{4}}+{\frac {n^{4}}{64}}\right)\varphi -{\frac {3}{2}}\left(n-{\frac {n^{3}}{8}}\right)\sin 2\varphi \right.\\&\ \left.+{\frac {15}{16}}\left(n^{2}-{\frac {n^{4}}{4}}\right)\sin 4\varphi -{\frac {35}{48}}n^{3}\sin 6\varphi +{\frac {315}{512}}n^{4}\sin 8\varphi \right\}.\\\end{aligned}}}